# Камин

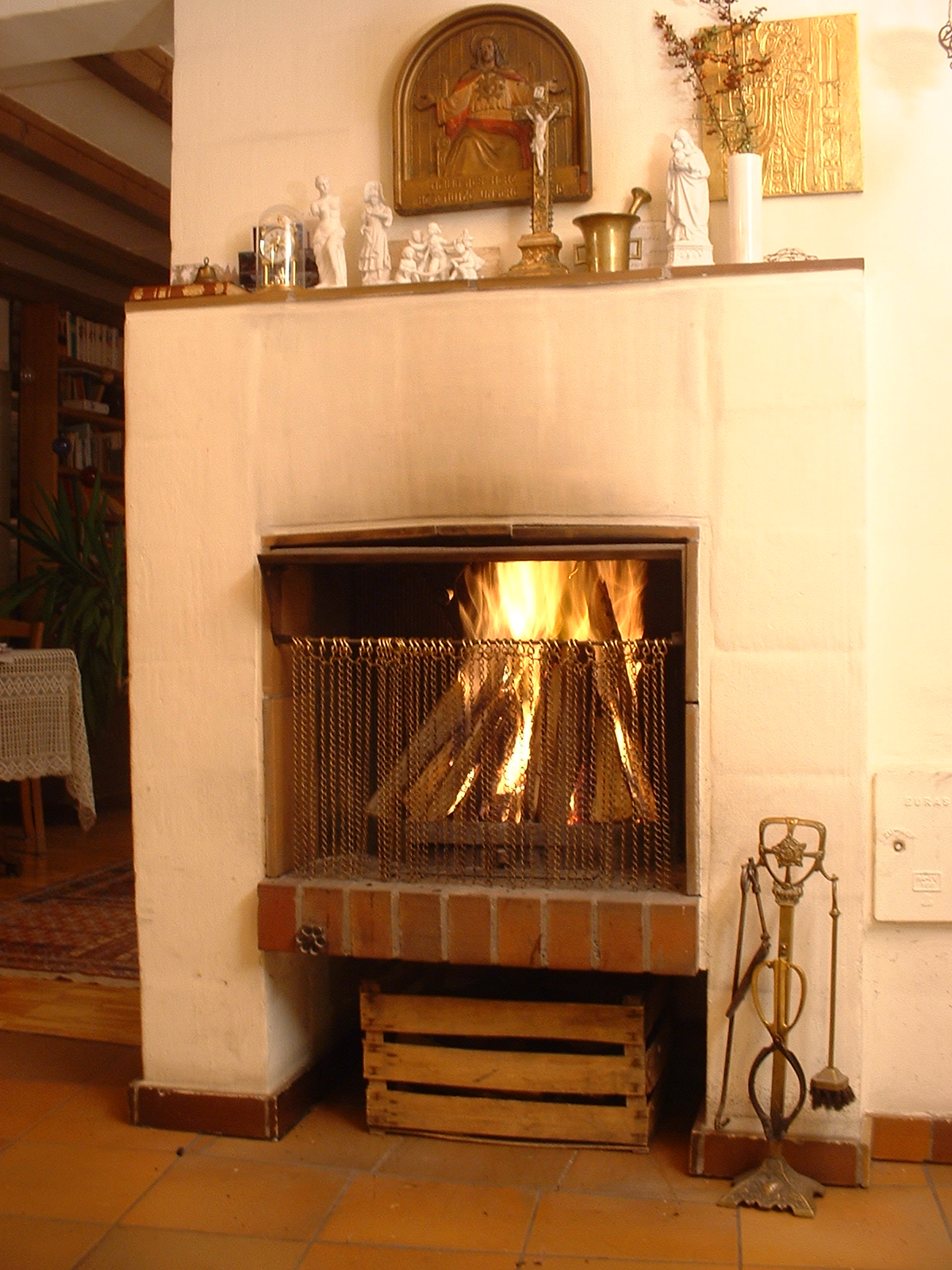
Типичный камин

Ками́н (от лат. caminus — открытый очаг) — это конструкция из кирпича, камня или металла, предназначенная для разведения огня. Камины используются для обогрева помещения, либо с декоративными целями. Современные камины различаются по теплоэффективности в зависимости от конструкции.
Исторически камины использовались для отопления жилых помещений, приготовления пищи и подогрева воды для стирки и бытовых нужд. В настоящее время камины используются для обогрева помещения и создания расслабляющей атмосферы.
Такие организации, как Агентство по охране окружающей среды США и Вашингтонский департамент экологии, предупреждают, что, согласно различным исследованиям, камины могут представлять значительный риск для здоровья. Агентство пишет: «Дым может пахнуть хорошо, но это плохо для тебя».

## В живописи

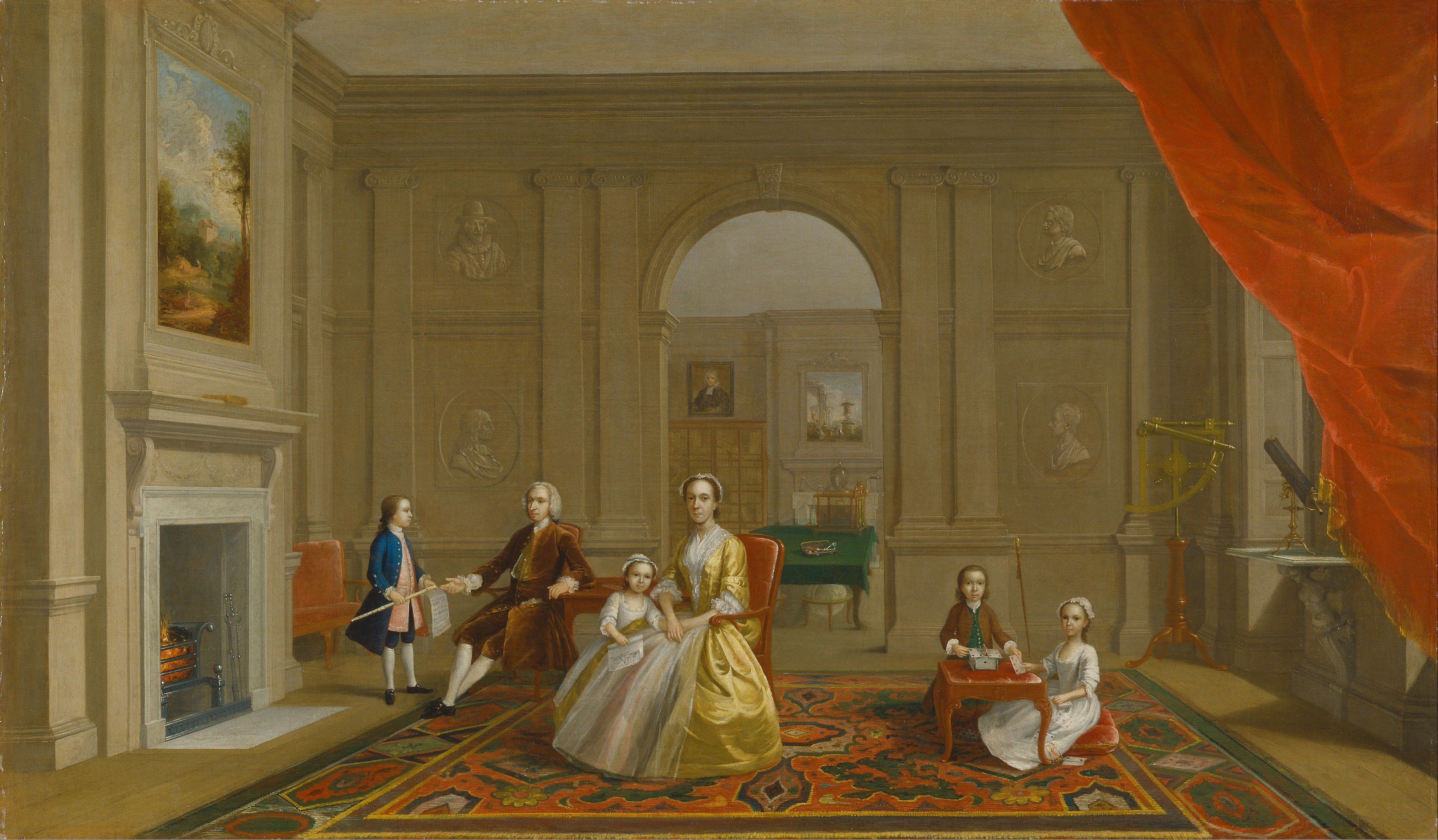
Семья Джона Бэкона.
Артур Дэвис, 1742

## Конструкция
Камин состоит из 4 основных частей:
- Портал — передняя часть, украшенная декором. Зачастую П-образная.
- Топка — камера сгорания топлива (уголь, дрова, газ и т. д.).
- Дымосборник — закрытая камера над топкой, служащая для плавного перехода газов в трубу; необходим исключительно для каминов с открытой топкой, позволяет изготавливать камин больших размеров, со сложной трубой.
- Дымоход — вертикальная труба для отвода продуктов сгорания и обеспечения тяги.

С каминами используется широкий спектр аксессуаров, варьирующийся между странами, регионами и историческими периодами. Что касается интерьера, то в современных западных культурах распространены решетки, каминные экраны, ящики для брёвен, подставки для брёвен, которые содержат топливо и ускоряют горение. Решётка (или огненная решетка) — это рама, сделанная обычно из железных решёток, для хранения топлива для огня. Тяжелые металлические камины иногда используются для улавливания и повторного излучения тепла, для защиты задней части камина и в качестве украшения. Крылья — низкие металлические каркасы, установленные перед камином, чтобы хранить угли, сажу и пепел. Инструменты для ухода за камином включают в себя кочергу, мехи, щипцы, лопаты, щетки и подставки для инструментов. Другие более широкие аксессуары могут включать в себя корзины для брёвен, вешалки для инструментов, угольные ведра и многое другое.

## Эффективность
Тепловой эффект камина в значительной степени обусловлен радиационным нагревом, при котором объекты, окружающие камин, нагреваются и часть этого тепла передаётся воздуху. Распространено заблуждение, что камин не даёт тепла, достаточного для обогрева дома. Мало тепла даёт открытый камин. Камины со встроенной закрытой топкой дают тепло, которое позволяет обогреть целый дом. Некоторые камины содержат вентилятор, предназначенный для усиления передачи части тепла камина воздуху конвекцией, в результате чего более равномерно прогревается отапливаемое помещение.

## Классификация

### По конструктивным особенностям
- Углублённые в нишу (Английский или Закрытый)
- Камин Рамфорда
- Открытый (ещё называют «Швейцарский» или «Альпийский»), стоящий в середине помещения, с топливником, открытым со всех сторон
- Полуоткрытый, пристроенный к стене и не связанный с конструкцией стены
- Камины со встроенной каминной топкой

### По виду топлива
- Дровяные, угольные
- Газовые — работают на природном газе, жидком пропане и т. д. В некоторых штатах и округах США есть законы, ограничивающие эти типы каминов, которые должны быть правильно отрегулированы в соответствии с площадью нагрева[5]. Необходимыми элементами безопасности газовых каминов являются датчики кислорода и угарного газа.
- Биотопливные
- Электрические (Электрокамины)
- Пеллетные

### Архитектурные стили

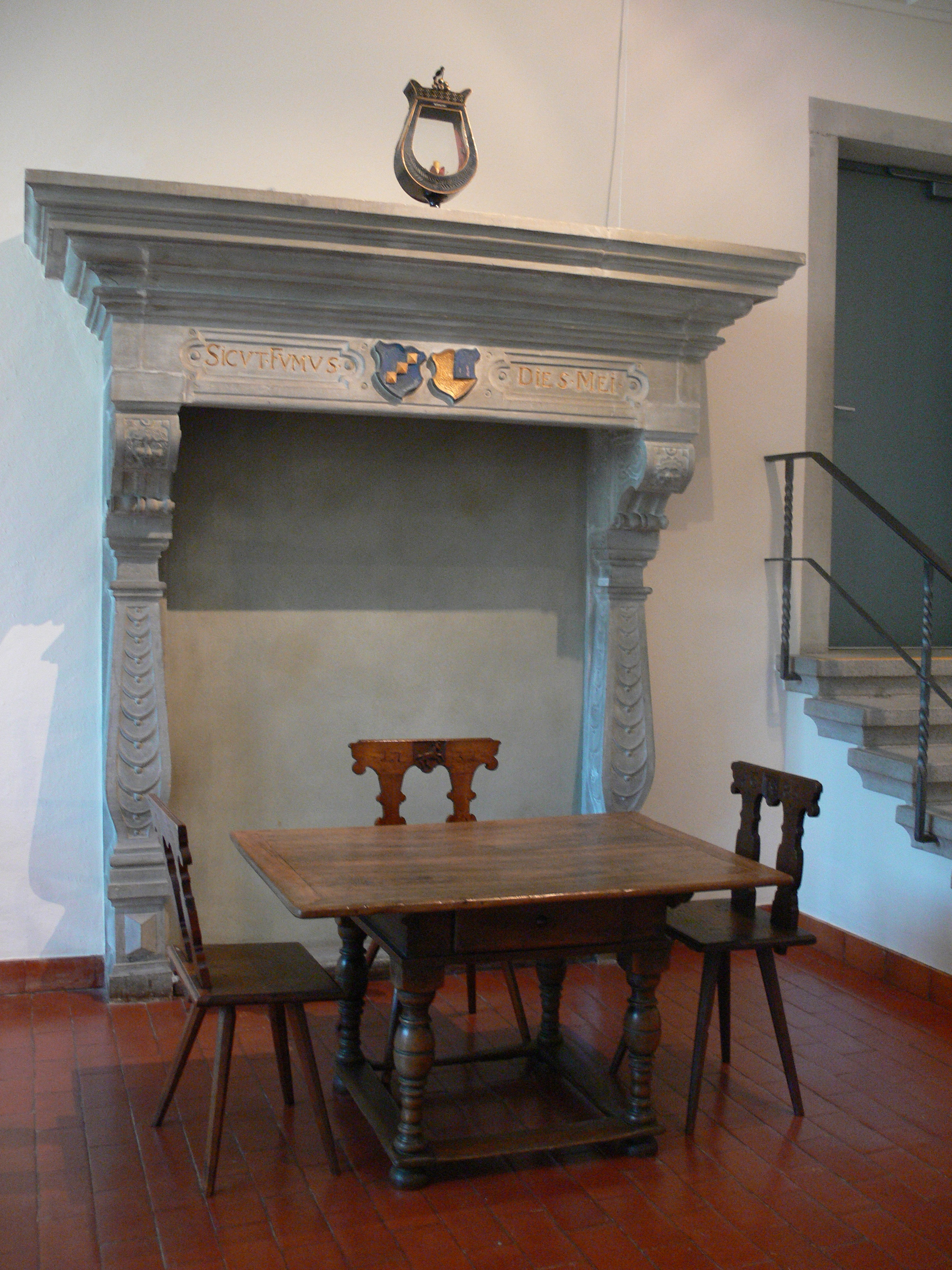
Декоративный портал камина в классическом стиле

- Классический — определяется наличием П-образного портала и в подавляющем большинстве случаев открытой топкой, хотя в последнее время всё больше применяются топки закрытого типа, обладающие большим КПД. Это достигается путём контроля притока воздуха в топку. При ограничении притока воздуха внутрь топки уменьшается также и скорость выброса нагретых дымовых газов в дымоход, что в свою очередь повышает количество тепла, рассеиваемое топкой в околокаминное пространство. Для каминных порталов классического стиля характерно применение мрамора или другого натурального камня, изредка чугуна или даже дерева.
- Рустикальный — Зачастую также имеет название «Кантри». Это порталы малых и средних размеров Д-образной формы. Выполняются в пристенном или же угловом исполнении. Портал выполняется из недорогих материалов: натуральных — песчаник, ракушечник, или же искусственных, например эдельрок. В портале почти всегда предусматривается отдельная ниша для хранения дров.
- Модернизм и ХайТек — это современные каминные стили. Появились они относительно недавно, во второй половине XX века. Несмотря на свойственный этим стилям минимализм, формы порталов этих каминов завораживают и удивляют смелостью решений. Отдельные модели каминов стиля Хайтек выполняются только в единственном экземпляре. Так например, камины компании Focus, именуемый OmegaFocus, имеет оригинальный разрыв в металлической пластине, служащей фасадом портала, а рисунок разрыва металла уникален в каждой выпускаемом экземпляре и подписывается лично Домиником Имберто — основателем и идейным вдохновителем компании Focus.
- Бионика — этот стиль появился в конце XX, начале XXI века. Источник вдохновения для данного стиля — природа. Минимум углов и прямых линий, ощущение постоянного движения — характерные особенности бионики. Камины в этом стиле в настоящее время являются эксклюзивными произведениями искусства.
- Изразцовый — изготавливается, в основном, российскими производителями. Название своё получили от типа используемого в их облицовке материала — изразцов (керамических элементов украшения или облицовки стен либо печей, имеющих на тыльной стороне коробчатый выступ для сцепления с кладкой.

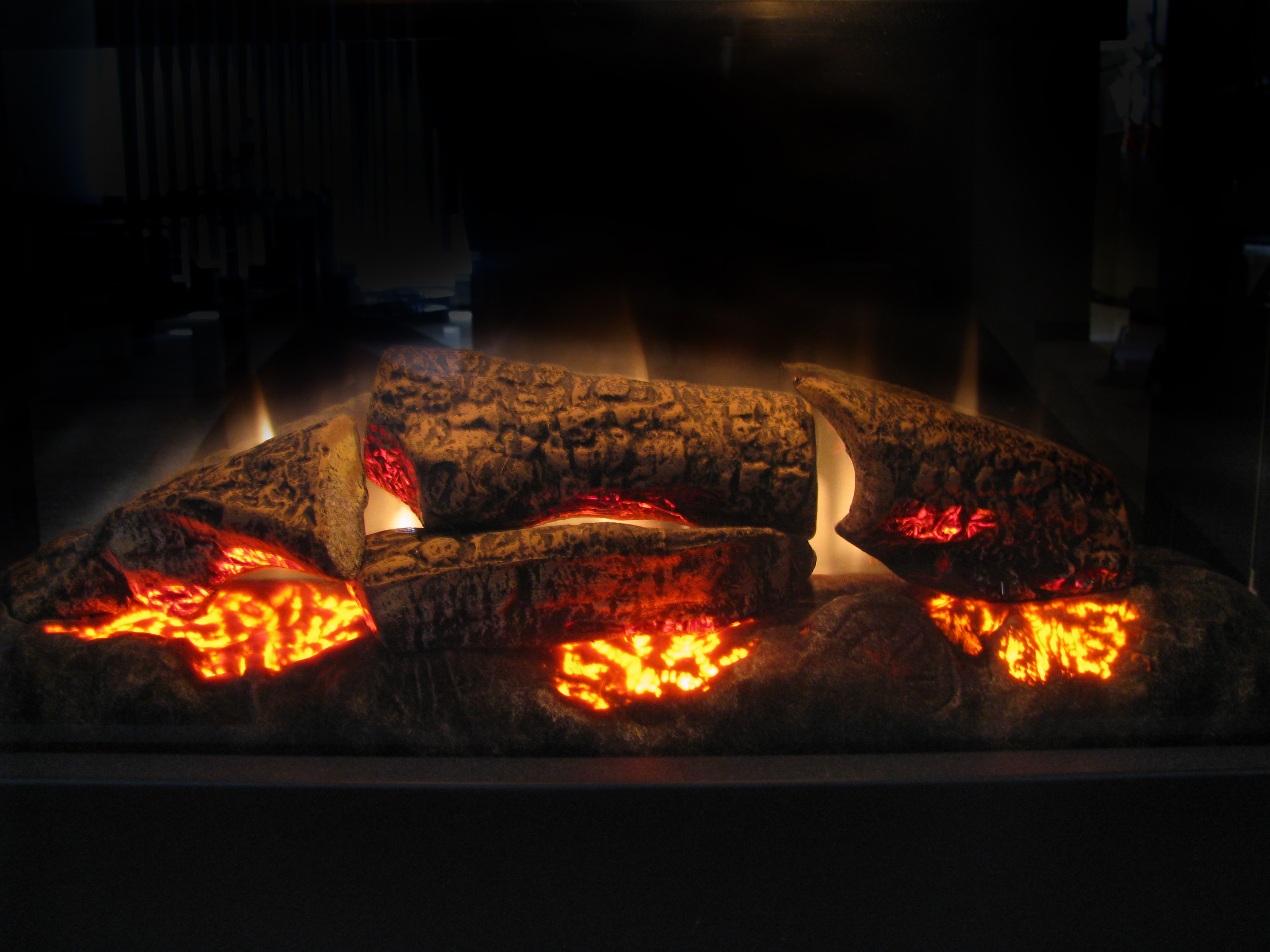
Электрокамин

## Электрокамины
В отличие от других типов камина, электрокамин по своей сути является принципиально иным устройством. Чаще всего обогрев помещения электрокамином реализуется по принципу слабого тепловентилятора, либо инфракрасного обогревателя. Однако подобно классическому камину, электрокамин также способен выполнять декоративную функцию за счёт визуальной имитации натурального пламени и традиционного или современного оформления портала. На раннем этапе производства, и в наиболее дешёвых на сегодняшний день моделях для имитации пламени используют фигурно вырезанные лоскуты ткани, приводимые в движение воздушными потоками. На выпускаемых ныне моделях средней и высшей ценовой категории применяются видеоэкраны различных технологий, вплоть до LCD. Не рекомендуется электрокамины ставить напротив окон, светильников и т. п. Направленные световые лучи понижают яркость зрительного эффекта.
Также часто встречается эффект тления: в пластиковых копиях дров очагово располагаются световые источники разной интенсивности.
Функция обогрева часто является отключаемой, таким образом запуск электрокамина в эстетических целях становится комфортным и в теплое время года.

## Биокамины
Биокамин — разновидность печей-теплогенераторов с совмещенными зонами генерации тепла и технологического процесса. Рабочее пространство биокамина отделено от окружающего пространства специальным порталом со встроенными горелками (биотопками), в которых процессы теплогенерации происходят за счет сжигания биотоплива (жидкости для биокамина, чаще всего — биоэтанола). Биокамин даёт «живой» огонь (пламя), а не имитацию огня, в отличие от электрокаминов. Биокамин не требует подключения к электрической сети, за исключением автоматических биокаминов, где для розжига предусмотрен специальный тэн или элемент накаливания). Его установка возможна почти в любой части помещения без привязки к каким-либо инженерным сетям, например, дымоходу или вытяжке, поскольку биоэтанол при сгорании не выделяет дым. И всё же, ввиду того, что происходит обращение с открытым огнём, рекомендуется установить исправный огнетушитель в помещении эксплуатации биокамина.

## Влияние на здоровье
В обзоре литературы, опубликованном в Журнале токсикологии и гигиены окружающей среды, делается вывод о том, что сжигание древесины в жилых помещениях сопряжено с большим разнообразием рисков для здоровья. В нём говорится:

Что касается взрослых, исследования показывают, что длительное вдыхание древесного дыма способствует хроническому бронхиту, хронической интерстициальной болезни легких, легочной артериальной гипертонии и изменению легочных механизмов иммунной защиты. В то время как неблагоприятные воздействия на взрослых заметны, дети, по-видимому, подвергаются наибольшему риску. Во многих исследованиях, специально посвященных RWC [Сжигание древесины в жилых помещениях], был сделан вывод о том, что у маленьких детей, живущих в домах, отапливаемых дровяной печью, чаще встречались симптомы хронических респираторных заболеваний средней и тяжелой степени, чем у детей того же возраста и пола, которые не жили в домах отапливается дровяной печью. Воздействия на детей дошкольного возраста, живущих в домах, отапливаемых дровяными печами, или в домах с открытыми каминами, привело к следующим эффектам: снижение легочной функции легких у молодых астматиков; увеличение заболеваемости острым бронхитом, тяжести/частота хрипов и кашель; увеличение частоты, продолжительности и, возможно, тяжести острых респираторных инфекций.

Выбросы от сжигание древесины в жилых помещениях также содержат оксиды серы, оксиды азота, окись углерода и потенциально канцерогенные соединения, включая полициклические ароматические углеводороды, бензол, формальдегид и диоксины. Известно, что некоторые из этих загрязняющих веществ вызывают рак, но их воздействие на здоровье человека в результате воздействия древесного дыма не было тщательно изучено.
Вашингтонский департамент экологии также опубликовал брошюру, объясняющую, почему древесный дым может быть опасным. Он объясняет это тем, что легкие и дыхательная система человека не способны фильтровать частицы, выделяющиеся при сжигании древесины, которые глубоко проникают в лёгкие. В течение многих месяцев канцерогенные химические вещества могут продолжать вызывать изменения и структурные повреждения в дыхательной системе. Маленькие дети, пожилые люди, беременные женщины, курильщики и люди с нарушениями дыхания являются наиболее уязвимыми категориями людей. Древесный дым может вызвать заболевание и даже смерть у детей, поскольку он связан с инфекциями нижних дыхательных путей. Домашние камины вызвали смертельное отравление угарным газом.